# François Astier
Pour les articles homonymes, voir Astier.
François Astier, né le 7 août 1855 à Soyons (Ardèche) et le mort le 16 janvier 1934 à Montpellier, est un syndicaliste agricole et homme politique français.

## Biographie
Propriétaire de vignes dans l'Ardèche, l'Hérault et la Gironde, devient un animateur important du syndicalisme agricole républicain dans le sud de la France. Il fonde et préside des caisses de crédit agricole, des caisses d'assurance mutualistes (contre l'incendie, la grêle et la mortalité du bétail), des sociétés régionales.
En 1909, il est élu député radical de l'Hérault. Il siège à la commission du commerce et de l'industrie. Il est battu en 1910 et ne se représente pas à la députation par la suite, mais il a déployé une activité assez intense pendant cette unique année de mandat, intervenant dans les principaux domaines concernant l'agriculture : enseignement agricole, travaux d'aménagements, tarifs douaniers, coopératives, répression des fraudes, vendanges.
Il est le père de Marcel-François Astier.
Il n'a aucun lien de parenté avec Placide Astier qui donna son nom à la loi du 25 juillet 1919 dite « loi Astier ». 

## Décoration
- Commandeur de la Légion d'honneur

## Sources
- « François Astier », dans le Dictionnaire des parlementaires français (1889-1940), sous la direction de Jean Jolly, PUF, 1960 [détail de l’édition]